# بولين سومانو فييرا
بولين سومانو فييرا (31 يناير 1925 - 4 نوفمبر 1987) (بالفرنسية: Paulin Soumanou Vieyra)‏ مخرج ومؤرخ سنغالي بنيني.

## مسيرته
وُلد في بورتو نوفو ببنين، وتلقى تعليمه في باريس فرنسا، حيث درس في المعهد العالي للدراسات السينمائية. في عام 1955 في باريس، صور أول فيلم أفريقي فرنكوفوني بعنوان إفريقيا على نهر السين. تشمل إنجازاته المهمة الأخرى للسينما في إفريقيا تأسيس «الاتحاد البانافريكاني للسينما» في عام 1969.
في عام 1971 كان عضوًا في لجنة التحكيم في مهرجان موسكو السينمائي الدولي السابع. بعد ذلك بعامين، كان عضوًا في لجنة التحكيم في مهرجان موسكو السينمائي الدولي الثامن. في عام 1985 كان عضوًا في لجنة التحكيم في مهرجان موسكو السينمائي الدولي الرابع عشر.
توفي في باريس عام 1987، عن عمر يناهز 62 عامًا.

## روابط خارجية
- بولين سومانو فييرا على موقع IMDb (الإنجليزية)
- بولين سومانو فييرا على موقع ألو سيني (الفرنسية)
- بولين سومانو فييرا على موقع قاعدة بيانات الأفلام السويدية (السويدية)
- بولين سومانو فييرا على موقع قاعدة بيانات الفيلم (الإنجليزية)
- بولين سومانو فييرا على موقع كينوبويسك (الروسية)